# Aulonocnemis cylindrica
Aulonocnemis cylindrica är en skalbaggsart som beskrevs av Ludwig Wilhelm Schaufuss 1902. Aulonocnemis cylindrica ingår i släktet Aulonocnemis och familjen Aulonocnemidae. Inga underarter finns listade.